# Opwierde
Opwierde (Gronings: Opwerd of Opwier) is een voormalig dorp in de gemeente Appingedam (sinds 2021 Eemsdelta) in de provincie Groningen in Nederland. Door de groei van Appingedam is het dorp in de loop der tijd aan de stad vastgegroeid, waarbij de aangrenzende wijk ook Opwierde heet. Voor de postcodes en adressen ligt Opwierde 'in' Appingedam.
In het oude dorp staat de romanogotische kerk van Opwierde, gebouwd in 1235-1250. Het eenbeukige kerkgebouw bestond oorspronkelijk uit drie traveeën. De westelijke travee is in 1838 voor de helft afgebroken. Ook de vrijstaande kerktoren werd toen gesloopt. De kerk is eigendom van de Stichting Oude Groninger Kerken.
Het dorp heeft kortstondig (in de Franse Tijd in Nederland vanaf 1808) bij de gemeente Farmsum gehoord, totdat deze werd verdeeld over de gemeenten Delfzijl en Appingedam.